# Кудо Коїті
Кудо Коїті (яп. 工藤 孝一, нар. 4 лютого 1909, Префектура  — пом. 21 вересня 1971) — японський футболіст, що грав на позиції воротар.

## Клубна кар'єра
Грав за команду Університет Васеда.

## Кар'єра тренера
В 1942 року Кудо став головним тренером збірної Японії.